# بروكلين ناين-ناين
بروكلين ناين-ناين  (بالإنجليزية: Brooklyn Nine-Nine) مُسلسل كوميدي أمريكي يعرض على قناة فوكس، بدأ عرضه في 17 أيلول، 2013، شاهد الحلقة الأولى 6.17 مليون مشاهد. فاز المسلسل بجائزتي إيمي و جائزتين غولدن غلوب. في 7 مارس، 2014، جُدد المسلسل لموسم ثاني بدأ عرضه في 28 سبتمبر، 2014. وفي 17 يناير، 2015، جدد لموسم ثالث بدأ عرضه في 27 سبتمبر، 2015، وايضاً جدد لموسم رابع في 24 مارس، 2016. وايضاً جدد لموسم خامس في 2017 وانتهى بنفس السنة وثم جدد لموسم سادس مستمر

## الحلقات
| الموسم | الموسم | عدد الحلقات | الموسم          | الموسم         |
| الموسم | الموسم | عدد الحلقات | أول عرض         | اخر عرض        |
| ------ | ------ | ----------- | --------------- | -------------- |
|        | 1      | 22          | 17 سبتمبر، 2013 | 25 مارس، 2014  |
|        | 2      | 23          | 28 سبتمبر، 2014 | 17 مايو، 2015  |
|        | 3      | 23          | 27 سبتمبر، 2015 | 19 أبريل، 2016 |
|        | 4      | 22          | 20 سبتمبر 2016  | 23 مايو 2017   |
|        | 5      | 22          | 26 سبتمبر 2017  | 20 مايو 2018   |
|        | 6      | 18          | 10 يناير 2019   | 16 مايو 2019   |
|        | 7      | 13          | 6 فبراير 2020   | 23 لبريل 2020  |
|        | 8      | 10          | 12 أغسطس 2021   | 16 سبتمبر 2021 |

## موضوع المسلسل
تدور أحداث المسلسل بمخفر الشرطة التاسع والتسعون التابع لشرطة نيويورك في بروكلين ويتابع حياة فريق محققين يترأسهم الكابتن «راي هولت» (أندريه بروير)، والمحقق «جايك بيرالتا» (اندي سامبيرج)، «أيمي سانتياغو» (ميليسا فوميرو)، «تشارلز بويلز» (جو لو تروجليو)، «روزا دياز» (ستيفاني بياتريس)، «جينا لينيتي» (تشيلسي بيريتي) والرقيب «تيري جيفوردز» (تيري كروز).

## طاقم التمثيل والشخصيات

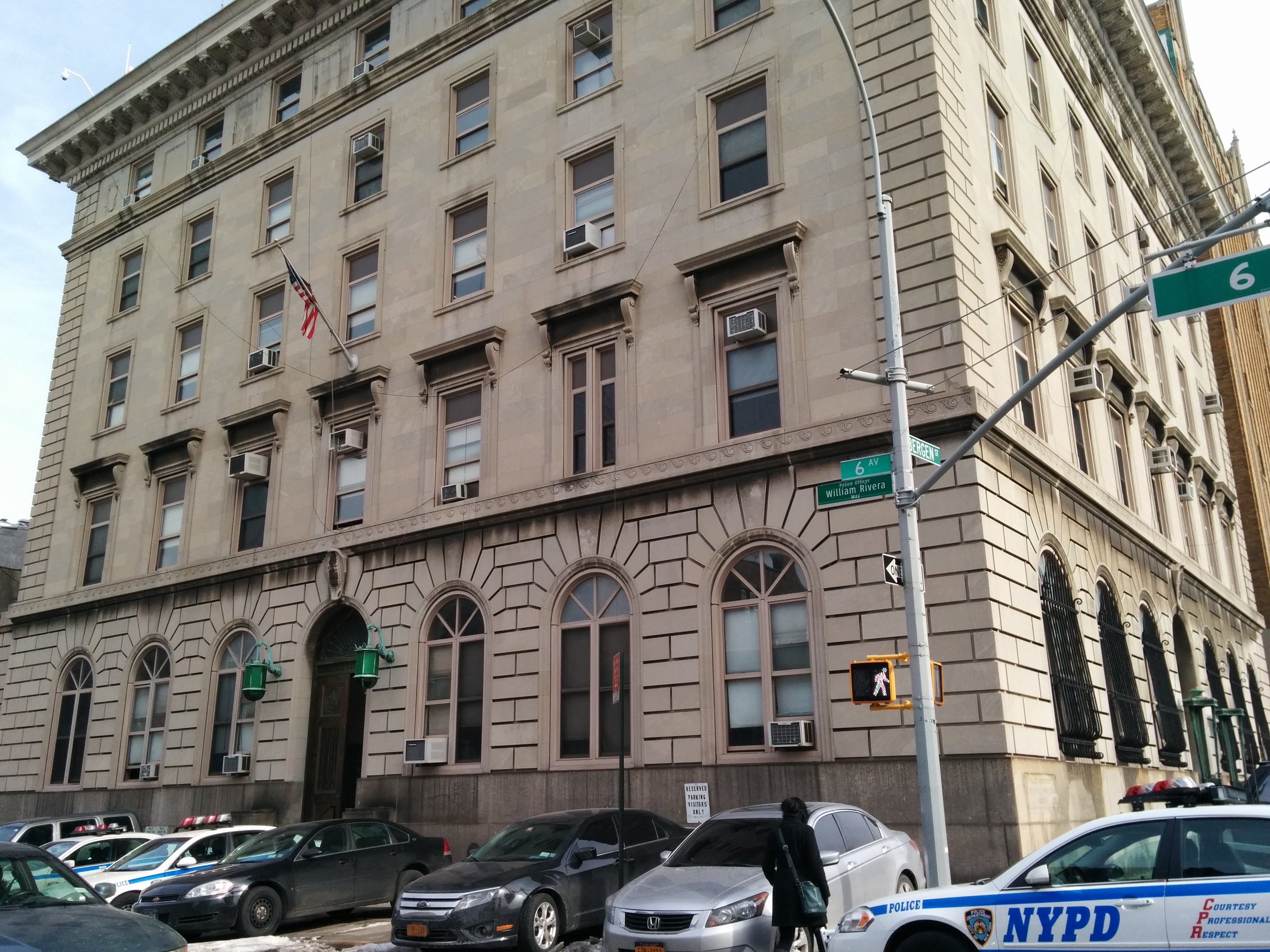
صورة خارجية للمبنى المستخدم كمخفر الشرطة التاسع والتسعون، في بروكلين نيويورك.

| الممثل          | الشخصية                  | الدور                         | الموسم | الموسم | الموسم |
| الممثل          | الشخصية                  | الدور                         | 1      | 2      | 3      |
| --------------- | ------------------------ | ----------------------------- | ------ | ------ | ------ |
| أندي سامبيرج    | جايكب "جايك" بيرالتا     | محقق                          | رئيسي  | رئيسي  | رئيسي  |
| أندريه بروير    | رايموند "راي" جايكب هولت | كابتن                         | رئيسي  | رئيسي  | رئيسي  |
| ميليسا فوميرو   | أيمي سانتياغو            | محقق تم ترقيته إلى رقيب       | رئيسي  | رئيسي  | رئيسي  |
| جو لو تروجليو   | تشارلز بويلز             | محقق                          | رئيسي  | رئيسي  | رئيسي  |
| تيري كروز       | تيرينس "تيري" جيفوردز    | محقق رقيب تم ترقيته إلى ملازم | رئيسي  | رئيسي  | رئيسي  |
| ستيفاني بياتريس | روزا دياز                | محقق                          | رئيسي  | رئيسي  | رئيسي  |
| تشيلسي بيريتي   | ريجينا "جينا" لينيتي     | مدير مدني                     | رئيسي  | رئيسي  | رئيسي  |
| ديرك بلوكير     | مايكل هيتشكوك            | محقق رتبة 3                   | ثانوي  | رئيسي  | رئيسي  |
| جويل مكينن ميلر | نورمان "نورم" سكولي      | محقق رتبة 2                   | ثانوي  | رئيسي  | رئيسي  |

## تصنيف
| الموسم | وقت العرض                               | عدد الحلقات | العرض الأول     | العرض الأول              | العرض الاخير   | العرض الاخير             | موسم سنة | تصنيف | عدد المشاهدين (بالمليون) |
| الموسم | وقت العرض                               | عدد الحلقات | تاريخ           | عدد المشاهدين (بالمليون) | تاريخ          | عدد المشاهدين (بالمليون) | موسم سنة | تصنيف | عدد المشاهدين (بالمليون) |
| ------ | --------------------------------------- | ----------- | --------------- | ------------------------ | -------------- | ------------------------ | -------- | ----- | ------------------------ |
| 1      | الثلاثاء 8:30 مساءاً الثلاثاء 9:30 مساءاً | 22          | 17 سبتمبر، 2013 | 6.17                     | 25 مارس، 2014  | 2.59                     | 14-2013  | 98    | 4.80                     |
| 2      | الأحد 8:30 مساءاً                        | 23          | 28 سبتمبر، 2014 | 5.46                     | 17 مايو، 2015  | 2.35                     | 15-2014  | 113   | 4.87                     |
| 3      | الأحد 8:30 مساءاً الثلاثاء 9:30 مساءاً    | 23          | 27 سبتمبر، 2015 | 3.14                     | 19 أبريل، 2016 | 2.02                     | 16-2015  | غ / م | غ / م                    |

## أرقام الشارات
أرقام شارات المحققين.
| تيري جيفوردز | جايك بيرالتا | تشارلز بويل | روزا دياز | ايمي سانتياغو |
| ------------ | ------------ | ----------- | --------- | ------------- |
| 378          | 9544         | 426         | 3118      | 98204         |

## وصلات خارجية
- الموقع الرسمي
- بروكلين ناين-ناين على موقع IMDb (الإنجليزية)
- بروكلين ناين-ناين على موقع ميتاكريتيك (الإنجليزية)
- بروكلين ناين-ناين على موقع روتن توميتوز (الإنجليزية)
- بروكلين ناين-ناين على موقع نتفليكس (الإنجليزية)
- بروكلين ناين-ناين على موقع أول موفي (الإنجليزية)
- بروكلين ناين-ناين على موقع فيلمافينيتي (الإسبانية)
- بروكلين ناين-ناين على موقع كينوبويسك (الروسية)
- بروكلين ناين-ناين على موقع ألو سيني (الفرنسية)
- بروكلين ناين-ناين على موقع قاعدة بيانات الفيلم (الإنجليزية)